# Storena hilaris
Storena hilaris är en spindelart som beskrevs av Tord Tamerlan Teodor Thorell 1890. Storena hilaris ingår i släktet Storena och familjen Zodariidae. Inga underarter finns listade i Catalogue of Life.